# Янович, Леонид Александрович
Леони́д Алекса́ндрович Яно́вич (4 марта 1934, Кажушки, Слуцкий район — 26 ноября 2022) — белорусский математик, член-корреспондент Национальной академии наук Белоруссии, доктор физико-математических наук, профессор, специалист в области приближённых методов анализа, методов приближённого стохастического анализа и решения квантово-механических задач и задач других разделов квантовой физики.

## Биография
Янович родился 4 марта 1934 года в деревне Кожушки Слуцкого района Минской области.
Учёба в Белорусском государственном университете на физико-математическом факультете.
Защита кандидатской диссертации по теме «Некоторые вопросы приближения периодических аналитических функций» в 1966 году.
Годом позже (1967) учёная степень кандидата физико-математических наук. Диссертация по смежным специальностям «Математический анализ» и «Вычислительная математика» по теме «Исследования по приближённому континуальному интегрированию функционалов по гауссовой мере».
Присуждение учёной степени доктора физико-математических наук в 1987 году.
Двумя годами позже (1989) избрание членом-корреспондентом Академии наук Белорусской ССР.
Присвоение звания профессора (специальность «Вычислительная математика») в 1992 году.
Являлся профессором кафедры веб-технологий и компьютерного моделирования механико-математического факультета.
Работал в Институте математики Национальной академии наук Беларуси главным научным сотрудником в отделе нелинейного и стохастического анализа.
Был членом редколлегий научных журналов «Известия Национальной академии наук Беларуси. Серия физико-математических наук», «Нелинейные явления в сложных системах» и «Трудов Института математики НАН Беларуси».
Скончался 26 ноября 2022 года.

## Научная деятельность
Главными направлениями научной деятельности Л. А. Яновича являются приближённые методы анализа (приближение и интерполирование операторов, приближённое континуальное интегрирование, приближение функций матричных переменных, приближённые методы дробного интегро-дифференцирования); вычислительная математика; методы решения стохастических уравнений, приближённый стохастический анализ; решение квантово-механических задач и задач других разделов квантовой физики.
Л. А. Янович являлся руководителем следующих проектов:
- «Интерполяция функционалов и операторов»;
- «Операторное интерполирование в теории функционального интегрирования и аппроксимации»;
- «Асимптотические разложения и приближённые формулы для функционалов от случайных процессов и полей»;

соруководителем проектов:
- «Разработка методов решения краевых и обратных задач теории потенциальных полей и нелинейных задач квантовой физики»;
- «Методы численного решения задач квантовой механики и физики ускорителей заряженных частиц»;
- «Разработка методов решения нелинейных спектральных задач и применение операторного интерполирования в функциональном интегрировании»;
- «Операторное интерполирование и его приложения»;
- «Математическое моделирование экспериментальных задач физики ускорителей заряженных частиц и методы их решения»;

участвовал в проектах:
- «Приближённые методы вычисления функционалов и операторов от решений стохастических уравнений»;
- «Построение методов приближённого решения дифференциальных уравнений с детерминированными и стохастическими переменными»;
- «Аппроксимации функционалов и операторов в стохастических моделях динамических систем».

## Педагогическая работа
На кафедре веб-технологий и компьютерного моделирования Л. А. Янович прочёл ряд спецкурсов по теории и методам вычисления континуальных интегралов, по теории аппроксимации функций и численным методам, по теории операторного интерполирования для студентов старших курсов.
Среди них:
- Специальный курс «Приближение функций и численные методы» (4-й курc, лекции, практические и лабораторные занятия).
- Специальный курс «Интерполирование функций матричных переменных» (5-й курс, лекции, практические и лабораторные занятия).

Учениками Леонида Александровича защищены две докторские и семь кандидатских диссертаций.

## Премии
Награждён орденом «Знак Почёта» (1976) за заслуги в научной деятельности.
Премия Национальной академии наук Беларуси за цикл работ «Приближённые методы континуального интегрирования» (1993).
Памятная медаль им. Н. Н. Боголюбова украинского математического Конгресса «За высокий уровень научных результатов в области математической науки» (Киев, 27 августа 2009 год).
Государственная премия Украины в области науки и техники 2012 г. за цикл научных работ «Дискретные и функциональные методы теории приближения и их применение» (в составе авторского коллектива).

## Труды
Автор более 200 математических работ, в том числе 8 монографий:
1. Л. А. Янович «Таблицы для численного интегрирования функций со степенными особенностями» (Минск, Изд-во АН БССР, 1963, — 435 с.)
2. Л. А. Янович «Приближённое вычисление интегралов по гауссовой мере» (Минск: Наука и техника, 1976, — 384 с.)
3. А. Д. Егоров, П. И. Соболевский, Л. А. Янович «Приближённые методы вычисления континуальных интегралов» (Минск: Наука и техника, 1985, — 310 с.)
4. И. М. Ковальчик, Л. А. Янович «Обобщенный винеровский интеграл и некоторые его приложения» (Минск: Наука и техника, 1989, — 221 с.)
5. A.D. Egorov, P.I. Sobolevsky and L.A. Yanovich «Functional Integrals: Approximate Evaluation and Applications» (Dordrecht / Boston / London: Kluwer Academic Publishers, 1993, — 419 p.)
6. В. Л. Макаров, В. В. Хлобыстов, Л. А. Янович «Интерполирование операторов» (Киев: Наукова думка, 2000, — 407 с.)
7. В. Л. Макаров, В. В. Хлобыстов, Л. А. Янович «Methods of operator interpolation» (Киев: Институт математики НАН Украины, 2010, — 517 с.)
8. Л. А. Янович, М. В. Игнатенко «Основы теории интерполирования функций матричных переменных» (Минск: Беларуская навука, 2016, — 281 с., ISBN 978-985-08-1984-0)
9. Янович, Л. А. Интерполяционные методы аппроксимации операторов, заданных на функциональных пространствах и множествах матриц: [монография] / Л. А. Янович, М. В. Игнатенко; Национальная академия наук Беларуси, Институт математики. — Минск: Беларуская навука, 2020. — 475 с. ISBN 978-985-08-2561-2